# Stodolní
Ulica Stodolní zlokalizowana w centrum miasta Ostrawy jest fenomenem ostrawskiego życia towarzyskiego. Na samej ulicy oraz w jej ścisłym sąsiedztwie znajdują się dziesiątki barów, restauracji i klubów, które, zwłaszcza w weekendy, są odwiedzane przez tłumy młodzieży i ludzi w wieku średnim. Stodolní cieszy się dużym powodzeniem również wśród Polaków. Jej popularność niesie jednak ze sobą także i negatywne zjawiska, takie jak przestępczość. W 2006 zabudowa przy Stodolní przeszła renowację. 20 listopada 2007 w pobliżu końca ulicy otwarto przystanek osobowy Ostrava-Stodolní, celem ułatwienia dojazdu w tę część centrum Ostrawy.